# A. Arthur Schiller
A. Arthur Schiller (* 7. September 1902 in San Francisco; † 10. Juli 1977 in Oneonta, New York) war ein US-amerikanischer Rechtswissenschaftler.

## Leben und Werk
A. Arthur Schiller studierte Rechtswissenschaft an der University of California, Berkeley (BA 1924, MA 1926, JD 1926) und ging anschließend als Fellow an die Columbia University in New York, wo er fast seine gesamte Laufbahn verbrachte. Nach einem Studienaufenthalt an der Universität München (1929) wurde er an der Columbia Law School zum Instructor ernannt, später zum Professor of Law.
Während seiner Zeit an der Columbia University erwarb sich Schiller als Sachverständiger und Forscher internationales Ansehen. Er lehrte als Gastprofessor an der Universität Indonesia, der Universität Graz und der Universität Erlangen (1949), die ihm 1950 die juristische Ehrendoktorwürde verlieh. Weitere Gastaufenthalte führten ihn an die Freie Universität Berlin (1953), an die Universität Istanbul (1955), als Fulbright Professor an die University of Aberdeen (1957) und an die Universität Kapstadt (1968). Dreimal erhielt er das Guggenheim-Stipendium (1949, 1955, 1962).
In den 50er Jahren spezialisierte sich Schiller besonders auf das afrikanische Recht. Er begleitete als Rechtsberater im Auftrag der Vereinten Nationen von 1951 bis 1952 den Anschluss der ehemaligen italienischen Kolonie Eritrea an Äthiopien. Die Ford Foundation finanzierte ihm zwei Forschungsreisen in afrikanische Staaten (1959 und 1963). 1962 nahm Schiller als Beobachter im Auftrag der Vereinigten Staaten am First International Congress of Africanists teil. Nach dem Eintritt in den Ruhestand (1971) hielt sich Schiller 1973 am Institute for Advanced Study in Princeton, New Jersey auf.
Schillers Forschungsarbeit war breit angelegt. Er beschäftigte sich mit dem koptischen Recht, dem römischen Recht, griechischer Papyrologie und US-amerikanischem Militärrecht.

## Schriften (Auswahl)
- Ten Coptic Legal Texts. New York 1932 (Dissertation). Nachdruck New York 1973
- Military Law and Defense Legislation. St. Paul (MN) 1941. Zweite Auflage unter dem Titel: Military Law. Statutes, Regulations and Orders, Judicial Decisions, and Opinions of the Judge Advocates General. St. Paul (MN) 1952. Dritte Auflage 1961, Vierte Auflage 1968
- Texts and Commentary for Study of Roman Law. Mechanisms and Development. New York 1946
- mit Edwin R. Keedy: Cases on the Law of Agency. Indianapolis 1948
- The Formation of Federal Indonesia, 1945–1949. Den Haag 1953
- mit William Linn Westermann: Apokrimata. Decisions of Septimius Severus on Legal Matters. New York 1954
- An American Experience in Roman Law. Writings from Publications in the United States. Göttingen 1971
- Roman Law: Mechanisms of Development. Den Haag / New York 1978